# Tyson Pérez
José Miguel Pérez Balbuena (Santo Domingo, República Dominicana; 29 de enero de 1996), conocido deportivamente como Tyson Pérez, es un baloncestista dominicano-español que actualmente juega en el Unicaja Málaga de la Liga Endesa. Con 2,04 de estatura, juega en la posición de ala-pívot. Es internacional absoluto por España desde noviembre de 2020.
Su apodo «Tyson» es un apelativo que recibió por parte de su padre, con el que jugaba mucho al boxeo de pequeño; y por el que se le acaba conociendo deportivamente.

## Trayectoria deportiva
Debutó en la Liga EBA en 2014, en las filas del Santo Domingo Betanzos, pero no destacó hasta la temporada 2016-17, donde en las filas del Eurocolegio Casvi realizó una buena temporada, lo que le llevó a firmar por el Real Canoe, recién ascendido a la Liga LEB Plata, en 2017.
En la temporada 2017-18, se convierte en una de las piezas claves del conjunto madrileño, que logra encadenar un nuevo ascenso de categoría. Ese verano renueva por el Canoe por una temporada, debutando así en la Liga LEB Oro y consiguiendo ser nombrado MVP de la temporada.
Tras su paso por el equipo madrileño, da el salto a la Liga ACB, fichando en julio de 2019 por el Bàsquet Club Andorra; equipo con el que, tras una gran primera campaña, renueva hasta junio de 2023. A los pocos meses debutaría con la selección española, en un partido contra Israel disputado en noviembre de 2020, clasificatorio para el Eurobasket de 2022.
El 16 de mayo de 2021 sufrió una grave lesión en su rodilla izquierda (rotura del ligamento cruzado anterior), a pesar de lo cual el club renovó su contrato hasta 2024. No pudo jugar en toda la siguiente temporada y, una vez recuperado, fue cedido primero al BAXI Manresa (agosto de 2022), y más tarde al Real Betis Baloncesto (enero de 2023), donde recuperó su nivel, hasta el punto de ser elegido mejor jugador de la jornada 26 de la Liga Endesa y volver a la selección.
A comienzos de la temporada 2023-24 volvió con el equipo propietario de sus derechos, el Morabanc Andorra. Tras solo cuatro jornadas disputadas, el Unicaja Málaga anunció su incorporación hasta 2027, aunque continuaría hasta final de temporada con el equipo andorrano en calidad de cedido.

## Logros y renocomientos

### Unicaja Málaga
- Copa Intercontinental (1): 2024.
- Supercopa de España (1): 2024.
- Copa del Rey (1): 2025.
- Liga de Campeones de baloncesto (1): 2024-25.

## Estadísticas

### Liga ACB
Actualizado a 18 de mayo de 2024.
| Temporada | Equipo         | PJ  | PT | MPP   | 2P%  | 3P%  | TL%  | RPP | APP | ROB | TPP | PPP  | VPP  |
| --------- | -------------- | --- | -- | ----- | ---- | ---- | ---- | --- | --- | --- | --- | ---- | ---- |
| 2019-20   | Andorra        | 23  | 2  | 15:50 | 58,1 | 25,9 | 69,7 | 4,7 | 0,4 | 0,4 | 0,5 | 5,7  | 7,3  |
| 2020-21   | Andorra        | 17  | 12 | 20:48 | 47,0 | 45,5 | 67,6 | 5,8 | 0,5 | 0,8 | 0,4 | 8,5  | 10,7 |
| 2022-23   | BAXI Manresa   | 10  | 3  | 17:30 | 58,1 | 15,8 | 70,0 | 4,3 | 0,6 | 0,9 | 0,0 | 5,9  | 6,3  |
| 2022-23   | Real Betis     | 18  | 18 | 29:03 | 59,7 | 34,9 | 78,8 | 9,6 | 0,9 | 1,4 | 0,4 | 16,4 | 21,7 |
| 2023-24   | Andorra        | 22  | 18 | 21:46 | 63,4 | 18,5 | 65,9 | 5,5 | 0,6 | 0,8 | 0,3 | 10,9 | 14,3 |
| 2024-25   | Unicaja Málaga | 34  | 7  | 14:14 | 65,8 | 26,3 | 61,8 | 4,9 | 0,6 | 0,6 | 0,2 | 7,4  | 10,6 |
| Total     | Total          | 124 | 60 | 19:12 | 60,3 | 31,2 | 69,0 | 5,9 | 0,6 | 0,8 | 0,3 | 9,0  | 11,9 |